# Acanthostyles
Acanthostyles – rodzaj roślin z rodziny astrowatych (Asteraceae). Obejmuje 2 gatunki występujące we wschodniej części Ameryki Południowej. 

## Systematyka
Pozycja według APweb (aktualizowany system APG III z 2009)
Jeden z rodzajów plemienia Eupatorieae z podrodziny Asteroideae w obrębie rodziny astrowatych (Asteraceae) z rzędu astrowców (Asterales) należącego do dwuliściennych właściwych.
W ujęciu The Plant List rodzaj jest wątpliwy – gatunek typowy Acanthostyles buniifolius (Hook. ex Hook. & Arn.) R.M.King & H.Rob. uznawany jest za synonim dla gatunku Eupatorium buniifolium Hook. ex Hook. & Arn. Drugi gatunek – Acanthostyles saucechicoensis (Hieron.) R.M.King & H.Rob. ma niejasny status taksonomiczny.